# Южен Глостършър (община)
Южен Глостършър (на английски: South Gloucestershire District) е една от седемте административни единици в област (графство) Глостършър, регион Югозападна Англия. Общината има статут на автономна, самоуправляваща се част в състава на графството. Населението ѝ към 2010 година е 264 800 жители, разпределени в множество селища на територия от 496.94 квадратни километра. Административен център на общината е град Торнбъри.

## География
Община Южен Глостършър е разположена в крайните югозападни части по отношение територията на графство Глостършър. На изток граничи с област Уилтшър, а на юг с графство Съмърсет. Северозападната граница на общината се дефинира от големия естуар на река Севърн, една от най-големите британски реки. В югозападно направление, общината граничи с агломерацията на Бристъл, която е самостоятелна административна единица. В непосредствена близост до тази граница са разположени повечето от градовете на Южен Глостършър, които от своя страна изграждат част от бристълската агломерация. Така получената обща урбанизирана територия е сред десетте най-големи структури от този вид в Обединеното кралство.
Градове на територията на общината:
| селище       | на английски  | население |
| ------------ | ------------- | --------- |
| Торнбъри     | Thornbury     | 12 342    |
| Кингсуд      | Kingswood     | 31 168    |
| Йейт         | Yate          | 21 789    |
| Брадли Стоук | Bradley Stoke | 17 805    |
| Стоук Гифорд | Stoke Gifford | 11 509    |
| Пачуей       | Patchway      | 10 465    |
| Филтън       | Filton        | 9861      |